# Limopsilla
Limopsilla is een monotypisch geslacht van tweekleppigen uit de  familie van de Philobryidae.

## Soorten
- Limopsilla pumilio (E. A. Smith, 1904)